# Comanderia
La comanderia (郡S, jùnP), nota anche come prefettura, fu una suddivisione amministrativa storica della Cina dall'epoca della dinastia Zhou (1046–256 a.C.) fino all'inizio della dinastia Tang (618–907 d.C.).

## Storia e sviluppo
Durante il Periodo delle primavere e degli autunni (771–406 a.C.), i più grandi e potenti stati vassalli della dinastia Zhou, compresi gli stati di Qin, Jin e Wei, cominciarono ad assorbire i loro vicini più piccoli. Poiché queste terre non facevano parte dei loro originali infeudamenti, furono istituite come contee o xiàn (cinese semplificato: 县; cinese tradizionale: 縣). Negli ultimi stadi di questo periodo, con la crescente espansione territoriale, ciascuno stato cominciò a fondare comanderie nelle proprie regioni di confine, le quali erano più grandi delle contee ma contenevano meno abitanti. Le comanderie avevano un rango inferiore nella gerarchia amministrativa, ma la loro forza ed importanza superava quella di una qualsiasi contea.
Quando il territorio di ciascuno stato prese gradualmente forma nel Periodo dei regni combattenti (406–221 a.C.), le regioni di confine con le loro comanderie prosperarono. Ciò diede origine ad un sistema amministrativo a due livelli con le contee subordinate alle comanderie. Essendo i loro territori ormai relativamente grandi, i regni combattenti non avevano bisogno del presidio militare di una comanderia all'interno, dove infatti erano stabilite le contee, mentre ai confini la potenza e le strutture militari delle comanderie rivestivano per lo stato un'importanza strategica assai maggiore di quella di una contea.
Dopo che Qin Shi Huang ebbe unito la Cina nel 221 a.C., le popolazioni dei sei stati sconfitti non accettarono completamente l'autorità della dinastia Qin, pertanto era necessaria un'occupazione militare continuativa. Di conseguenza, Qin Shi Huang istituì 36 comanderie nel suo nuovo impero, ciascuna con le proprie divisioni in contee. Questo fu il primo sistema amministrativo a due livelli creato in Cina.
Quando la dinastia Qin fu sostituita dagli Han occidentali nel 206 a.C., il sistema di infeudamento fu ripristinato in misura limitata quando Liu Bang, il fondatore della nuova dinastia, infeudò un gruppo dei suoi generali e dei suoi parenti. Il sistema a due livelli fu tuttavia conservato, perciò lo stato feudale (国) era uguale alla comanderia, solo che il suo sovrano era ereditario anziché nominato dal governo centrale.
Negli ultimi anni della dinastia Han orientale e all'inizio del Periodo dei Tre Regni intorno al 210 d.C., degli originali distretti amministrativi soltanto 13 province (zhōu) esistevano come territori di primo livello, con le comanderie relegate al secondo posto nella gerarchia amministrativa. Durante le successive dinastie Jin (265–420 d.C.) e dinastie del Nord e del Sud (420–589 d.C.), il numero dei distretti amministrativi aumentò grandemente stabilendo in tal modo il sistema a tre livelli provincia/commanderia/contea (州/郡/县), con l'intera Cina divisa in più di 200 province, 600 comanderie e 1.000 contee. Ciascuna provincia comprendeva fra due e tre comanderie e ciascuna comanderia due o tre contee, essendo l'importanza della comanderia in realtà irrilevante.
In seguito al regno di Wen, il primo imperatore della dinastia Sui, tutte le comanderie furono abolite per essere sostituite da un sistema a due livelli di province e contee (州/郡). Una volta che la dinastia Tang giunse al potere, le comanderie divennero prefetture (ancora appellate come zhōu, 州 in cinese). Più avanti, durante il regno dell'imperatore Xuanzong di Tang (r. 712–756 d.C.) il precedente cambiamento fu rovesciato. Questa fu l'ultima volta che la parola "comanderia" fu utilizzata per una suddivisione amministrativa. Quando il figlio di Xuanzong, Li Heng, ascese al trono come imperatore Suzong di Tang (r. 756–762) le comanderie divennero ancora una volta prefetture.

## Gerarchia amministrativa
Durante il Periodo dei regni combattenti i capi delle comanderie erano ufficiali di alto grado noti come Jùn Shŏu (cinese: 郡守). Il nome cambiò in Tài Shŏu (cinese: 太守) durante il Periodo dei Tre Regni, nel quale la carica dava diritto ad uno stipendio annuale di 2.000 dàn (石) o moggi cinesi di grano secondo il sistema Pinzhi (cinese: 品秩; pinyin: pǐnzhì) dei ranghi amministrativi. Il Tài Shŏu era una posizione importante con gli ufficiali che si trasferivano frequentemente da un posto all'altro come uno dei Tre Consiglieri di Stato o dei Nove Ministri.
A Taiwan durante l'occupazione giapponese dal 1920 fino al 1945, gli ufficiali anziani responsabili delle suddivisioni amministrative erano noti anche come Jùn Shŏu. Verso la fine della Seconda guerra mondiale c'erano 51 comanderie sull'isola.